# Кастер (округ, Колорадо)
Шаблон:StateAbbr_ 38°05′ пн. ш. 105°22′ зх. д. / 38.09° пн. ш. 105.36° зх. д.
Округ Кастер (англ. Custer County) — округ (графство) у штаті Колорадо, США. Ідентифікатор округу 08027.

## Історія
Округ утворений 1877 року.

## Демографія
За даними перепису
2000 року
загальне населення округу становило 3503 осіб, усе сільське.
Серед мешканців округу чоловіків було 1788, а жінок — 1715. В окрузі було 1480 домогосподарств, 1078 родин, які мешкали в 2989 будинках.
Середній розмір родини становив 2,77.
Віковий розподіл населення поданий у таблиці:
| Стать    | До 15 років | 15-21 | 22-29 | 30-39 | 40-49 | 50-65 | 65-85 | Понад 85 |
| -------- | ----------- | ----- | ----- | ----- | ----- | ----- | ----- | -------- |
| Чоловіки | 327         | 149   | 85    | 192   | 313   | 454   | 261   | 7        |
| Жінки    | 310         | 98    | 77    | 209   | 361   | 411   | 228   | 21       |

## Суміжні округи
- Фремонт — північ
- Пуебло — схід
- Верфано — південний схід
- Савоч — захід

## Виноски
1. ↑  U.S. Decennial Census. United States Census Bureau. Архів оригіналу за 26 квітня 2015. Процитовано 7 червня 2014.
2. ↑  Historical Census Browser. University of Virginia Library. Архів оригіналу за 11 серпня 2012. Процитовано 7 червня 2014.
3. ↑  Population of Counties by Decennial Census: 1900 to 1990. United States Census Bureau. Архів оригіналу за 31 липня 2014. Процитовано 7 червня 2014.
4. ↑  Census 2000 PHC-T-4. Ranking Tables for Counties: 1990 and 2000 (PDF). United States Census Bureau. Архів оригіналу (PDF) за 18 грудня 2014. Процитовано 7 червня 2014.
5. ↑  State & County QuickFacts. United States Census Bureau. Архів оригіналу за 19 січня 2016. Процитовано 25 січня 2014.(англ.) Наведено за англійською вікіпедією.
6. ↑  American FactFinder. Бюро перепису населення США. Архів оригіналу за 29 липня 2011. Процитовано 31 січня 2008.

| США | Це незавершена стаття з географії США. Ви можете допомогти проєкту, виправивши або дописавши її. |